# گرسور (جازموریان)
گرسور، روستایی در دهستان جازموریان بخش مرکزی شهرستان جازموریان در استان کرمان ایران است.

## جمعیت
بر پایه سرشماری عمومی نفوس و مسکن در سال ۱۳۹۵، جمعیت این روستا برابر با ۷۶ نفر (۲۳ خانوار) بوده است.